# Canton (Illinois)
Canton – miasto w Stanach Zjednoczonych, w stanie Illinois, w hrabstwie Fulton.